# Jawalga (J), Aland
Jawalga (J) là một làng thuộc tehsil Aland, huyện Gulbarga, bang Karnataka, Ấn Độ.